# Hello World (phim)
Hello World (Nhật: ハロー・ワールド Hepburn: Harō Wārudo), cách điệu HELLO WORLD, là một bộ anime điện ảnh thuộc thể loại chính kịch, tình cảm, khoa học viễn tưởng của Nhật Bản, do Itō Tomohiko đạo diễn và được sản xuất bởi Graphinica. Đây là phim thứ hai Itō tham gia cộng tác sau bộ phim trước là Sword Art Online: Ranh giới hư ảo năm 2017. Bộ phim được phát hành tại Nhật Bản vào ngày 20 tháng 9 năm 2019, với sự tham gia lồng tiếng của Kitamura Takumi, Matsuzaka Tori và Hamabe Minami.

## Nội dung
Lấy mốc thời gian Kyoto vào năm 2027, chính phủ Nhật Bản lập kế hoạch thăm dò cũng như bảo tồn các kiến trúc và văn hóa của thành phố nhờ kỹ thuật máy bay không người lái. Bắt đầu bằng việc lưu trữ tất cả dữ liệu của Kyoto trong một cỗ máy công suất vô hạn gọi là Alltale. Nhân vật chính là Katagaki Naomi – một học sinh trung học sống tại đây, thích đọc sách và làm công việc thủ thư tại thư viện. Một ngày, một con quạ ba chân bay đến đánh cắp cuốn sách Naomi mượn từ thư viện trên đường về nhà, khi đuổi theo nó, cậu chứng kiến một người đàn ông lạ xuất hiện. Người này tự xưng là Naomi trưởng thành của 10 năm sau, với mong muốn về quá khứ nhằm cứu bạn gái anh khỏi tai nạn sét đánh tại lễ hội pháo hoa khiến cô rơi vào trạng thái hôn mê dài – Ichigyou Ruri, hiện là bạn cùng lớp của Naomi trung học.
Naomi gọi phiên bản thanh niên của cậu là "Sensei" (Tiên sinh) và đồng ý giúp ngăn chặn tai nạn. Sensei trao tặng Naomi một sức mạnh đặc biệt, "Bàn tay của Chúa", hiện thân là con quạ ba chân dưới dạng găng tay, cho cậu tái tạo những cấu trúc vật lý dựa theo thông tin nhớ được. Nhận khóa huấn luyện từ Sensei, cậu thành thạo mọi kĩ năng của bàn tay này. Nhờ thực hiện những việc ghi trong nhật ký của Sensei, Naomi dần thân thiết với Ruri, người vốn khó tiếp cận. Cho đến ngày 3 tháng 7 năm 2027 là buổi hẹn hò đầu tiên của cả hai, 3 tháng kể từ khi biết nhau, vào đêm định mệnh, Naomi không mời cô đi dự lễ hội mà chờ bên ngoài nhà cô theo lệnh Sensei. Khi phần mềm chống phá của bộ máy – những tên vệ binh mặt hình kitsune – phát hiện có thay đổi trong mốc thời gian, chúng xuất hiện và đưa mọi thứ về như cũ, để tai nạn được xảy ra. Naomi nỗ lực thành công không chỉ ngăn chặn tai nạn mà còn những tên vệ binh. Tuy nhiên cậu không biết mục đích thật sự của Sensei đến quá khứ, là để ghi đè lên tinh thần của Ruri năm 2027 nhằm đồng bộ tâm trí và thể xác của Ruri năm 2037, phiên bản trưởng thành của cô hiện đang chết não.
Naomi sau khi chứng kiến sự phản bội từ người mà mình một mực tin tưởng, cậu bị bỏ lại thế giới năm 2027 sụp đổ, ảnh hưởng từ việc Sensei khởi động lại hệ thống khi đã ghi đè thành công, lúc ấy hệ thống tự động lọc những dữ liệu cần giữ và cần xóa. Khi hàng nghìn vệ binh xuất hiện, chúng cố tóm Naomi buộc cậu phải nhảy vào những tia cực quang đỏ, kết quả đưa Naomi đến một không gian khác, nơi mà con quạ ba chân hứa sẽ giúp cậu và một lần nữa biến thành "bàn tay của Chúa". Trong thế giới năm 2037, Sensei vui mừng trong nước mắt khi Ruri tỉnh dậy, nhưng những tên vệ binh cũng có mặt quanh phòng bệnh. Sensei ngỡ ngàng nhận ra thế giới này cũng là thế giới trong Alltale. Khi đó, Naomi đến phòng bệnh và đưa cô đi đến một dãy cầu thang, nơi có không gian tối ưu để về thế giới ban đầu, bắt đầu bằng việc cậu tạo hàng loại các cổng thông tin cho cô bước qua. Những tên vệ binh chuyển mục tiêu sang hai Naomi, chúng hợp thể trở nên khổng lồ. Trong một khoảnh khắc, Sensei hy sinh thân mình đỡ đòn và chúc Naomi hạnh phúc. Lúc này tại thế giới thực, Alltale bị tắt thành công sau khi dữ liệu của nó rối loạn và bắt đầu tự nhân đôi thế giới, khiến thêm một thế giới song song xảy ra trong Alltale. Naomi và Ruri đoàn tụ bên nhau, chào đón một thế giới song song mở ra phía trước.
Sensei, tức Naomi trưởng thành, tỉnh dậy trong cơ sở Alltale đặt trên Mặt trăng, ngụ ý rằng chính anh mới là người rơi vào tình trạng hôn mê do sét đánh. Mọi người trong cơ sở ăn mừng, Ruri trưởng thành khóc trong hạnh phúc và ôm lấy anh khi cô đã thành công trong việc chuyển ký ức của Naomi từ Alltale đến thế giới thực, lúc này đã là năm 2047, tức là Naomi đã hôn mê 20 năm.

## Nhân vật
| Nhân vật | Lồng tiếng      |
| --- | --------------- |
| Katagaki Naomi (堅書 直実) | Kitamura Takumi |
| Một học sinh 16 tuổi, thích đọc sách, đặc biệt là tiểu thuyết khoa học viễn tưởng và làm công việc thủ thư tại thư viện trường. Tại độ tuổi này, cái thiếu quyết đoán, ít tự tin, nhút nhát và rụt rè, dù vậy cậu quyết thay đổi bản thân. Xuyên suốt phim, cậu thân thiết với Ruri hơn và phát triển cả tính dũng cảm. |                 |
| Katagaki Naomi (カタガキ ナオミ) /Sensei (先生 (Tiên sinh)) | Matsuzaka Tori  |
| Phiên bản trưởng thành 10 năm sau của Naomi (2037), làm việc tại cơ sở quản lý cỗ máy Alltale. Là một thanh niên 26 tuổi, anh vẫn thường đến bệnh viện để thăm Ruri cùng tuổi hiện đang hôn mê. Bằng mọi nỗ lực, anh đến thay đổi quá khứ để Ruri có thể tỉnh dậy.                                                      |                 |
| Ichigyō Ruri (一行 瑠璃) | Hamabe Minami   |
| Bạn học cùng lớp Naomi, cũng thích đọc sách và làm việc tại thư viện. Tính cách lạnh lùng và ít khi cười. |                 |
| Kadenokōji Misuzu (勘解由小路 三鈴) | Fukuhara Haruka |
| Học sinh "thần tượng" của lớp Naomi nhờ vẻ ngoài dễ thương và tính hoạt bát của cô. |                 |
| Senko Tsunehisa (千古 恒久) | Koyasu Takehito |
| Vị giáo sư già 57 tuổi tốt bụng tại Cơ sở quản lý Alltale. |                 |
| Xú Yīyī (徐 依依 Shū Īī) | Kotobuki Minako |
| Đồng nghiệp người Trung Quốc của Naomi và là cấp dưới của Tsunehisa tại Cơ sở quản lý Alltale, cô thường nói tiếng Trung lẫn tiếng Nhật vào nhau. |                 |
| Karasu (カラス) | Kugimiya Rie    |
| Một sinh vật mang hình dạng của con quạ ba chân, có khả năng biến thành một bàn tay gọi là "Bàn tay của Chúa", cho phép vật chủ tạo ra ảo ảnh sau này tập luyện có thể biến ra đồ vật nếu tập trung. |                 |

## Âm nhạc
Khi lập kế hoạch vẽ phân cảnh, đội ngũ làm phim bắt đầu nghĩ đến việc thực hiện phần âm nhạc. Khi kịch bản được hoàn thiện, âm nhạc được quyết định sẽ phát triển bởi nhiều người hơn là chỉ một cá nhân. Những nghệ sĩ sản xuất phần nhạc thành lập một nhóm dự án nhạc riêng cho bộ phim với tên "2027Sound", bao gồm Official HIGE DANdism, Nulbarich, OBKR, Yaffle, STUTS, BRIAN SHINSEKAI và OKAMOTO's.
Ca khúc mở đầu là "Opening Theme" (オープニングテーマ) hát bởi ca sĩ khách mời AAAMYY, còn bài hát kết thúc cuối phim "Shin Sekai" (新世界 (Tân Thế Giới)) do OKAMOTO's thực hiện. Ngoài ra, hai bài hát giữa phim khác là "Yesterday" (イエスタデイ) của Official HIGE DANdism và "Lost Game" của Nulbarich.
| HELLO WORLD (Original Motion Picture Soundtrack) | HELLO WORLD (Original Motion Picture Soundtrack) | HELLO WORLD (Original Motion Picture Soundtrack) |
| STT                                              | Nhan đề                                          | Thời lượng                                       |
| ------------------------------------------------ | ------------------------------------------------ | ------------------------------------------------ |
| 1.                                               | "Opening Theme"                                  | 2:04                                             |
| 2.                                               | "Yowakira Naomi"                                 | 1:22                                             |
| 3.                                               | "Naomino Tanoshii Jikan"                         | 0:55                                             |
| 4.                                               | "Sanbonashino Karasu"                            | 1:15                                             |
| 5.                                               | "Nazono Otoko Nigerunaomi"                       | 0:22                                             |
| 6.                                               | "Chronicle Kyoto"                                | 1:32                                             |
| 7.                                               | "Nazono Otokono Shotai"                          | 1:23                                             |
| 8.                                               | "Mypacena Ruri"                                  | 0:39                                             |
| 9.                                               | "Naomino Mokuteki"                               | 1:12                                             |
| 10.                                              | "Tokkun One Fushigina Tebukuro"                  | 0:27                                             |
| 11.                                              | "Good Design"                                    | 1:22                                             |
| 12.                                              | "Tokkun Two Seicho"                              | 0:41                                             |
| 13.                                              | "Koinoyokan"                                     | 1:25                                             |
| 14.                                              | "Tokkun Three Doukarakine"                       | 0:20                                             |
| 15.                                              | "Furuhon Atsume"                                 | 0:40                                             |
| 16.                                              | "A Time For Love"                                | 1:38                                             |
| 17.                                              | "Toshoiintachito Honhakobi"                      | 0:25                                             |
| 18.                                              | "Rurino Tameni"                                  | 1:46                                             |
| 19.                                              | "Taoreru Naomi"                                  | 0:32                                             |
| 20.                                              | "Naomikokuhaku Ryoomoini"                        | 1:06                                             |
| 21.                                              | "Ujigawa Hanabitaikai"                           | 0:21                                             |
| 22.                                              | "Naomi vs. Kitsunemen"                           | 3:35                                             |
| 23.                                              | "Kiss?"                                          | 0:55                                             |
| 24.                                              | "Naomino Hontouno Mokuteki"                      | 1:20                                             |
| 25.                                              | "Naomino Kaisou"                                 | 2:35                                             |
| 26.                                              | "Ichiruno Nozomi"                                | 4:12                                             |
| 27.                                              | "Rurio Torimodoshitai"                           | 0:27                                             |
| 28.                                              | "Kitsunemen Ibutsuno Haijo"                      | 1:10                                             |
| 29.                                              | "Rurio Mamoru"                                   | 4:10                                             |
| 30.                                              | "Isoge! Okaidane!"                               | 0:58                                             |
| 31.                                              | "Naomi Ruritono Wakare"                          | 1:00                                             |
| 32.                                              | "Naomito Naomino buddy"                          | 1:06                                             |
| 33.                                              | "Kyyubiko"                                       | 2:13                                             |
| 34.                                              | "Creation of the World"                          | 1:49                                             |
| 35.                                              | "Hello World"                                    | 0:59                                             |
| 36.                                              | "NEW WORLD"                                      | 5:18                                             |
| Tổng thời lượng:                                 | Tổng thời lượng:                                 | 52:00+                                           |

## Quảng bá
Vào ngày 11 tháng 12 năm 2018, trang Oricon thông báo đạo diễn Tomohiko Itou sắp ra mắt một phim anime mới, tên của phim cũng được tiết lộ cùng thời điểm. Vào ngày 11 tháng 4 năm 2019, trang chính thức của Hello World đăng tải một video teaser kèm áp phích teaser, đồng thời đoạn trailer chính thức đăng tải thông qua kênh YouTube của Toho, các điểm tham quan nổi tiếng ở Kyoto như Fushimi Inari Taisha và Đền Kamo có thể thấy trong trailer. Toho cũng đăng tải các đoạn quảng cáo truyền hình của bộ phim.

## Đón nhận

### Doanh thu
Ra mắt khán giả trên 225 màn ảnh vào 20 tháng 9 năm 2019, bộ phim thu về 156.000 vé vào cửa và 212 triệu yên doanh thu phòng vé của 4 ngày công chiếu đầu, đứng vị trí thứ 6 trong các phòng vé Nhật Bản. Hello World tiếp tục giữ vững vị trí thứ sáu trong tuần thứ hai khi kiếm thêm 73 triệu yên, nâng tổng doanh thu lên 360 triệu yên, tuy nhiên lại rơi xuống vị trí thứ chín trong tuần thứ ba với 45 triệu yên. Bộ phim rời khỏi mười vị trí đầu bảng với 16 triệu yên, nâng tổng doanh thu của phim sau 1 tháng công chiếu lên 517,6 triệu yên (khoảng 4,76 triệu USD).

## Truyền thông khác

### Web animation
Một bộ ba tập ngoại truyện của Hello World tên "Another World" cũng được xưởng phim Graphinica sản xuất, bắt đầu phát sóng trên hai nền tảng xem video trực tuyến trên Internet dTV và Hikari TV từ tháng 9 đến tháng 10 năm 2019. Mỗi tập 10 phút, câu chuyện diễn ra dưới góc nhìn của nhân vật Naomi trưởng thành, từ khi anh còn học cấp ba và vụ tai nạn sét đánh Ruri cho đến cuộc sống đại học khó khăn vào làm việc ở phòng thí nghiệm.
| 1 | 13 tháng 9 năm 2019 | "Record 2027" |
| 2 | 24 tháng 9 năm 2019 | "Record 2032" |
| 3 | 4 tháng 10 năm 2019 | "Record 2036" |

### Manga
Bộ manga dựa trên nguyên tác của bộ phim do hai họa sĩ Suzuki Manatsu và Sono Yoshihiro vẽ đăng trên tạp chí Ultra Jump của nhà xuất bản Shueisha kể từ 19 tháng 7 năm 2019. Đến ngày 19 tháng 9, tập một của truyện chính thức phát hành. Một manga ngoại truyện thứ hai tên "if" vẽ bởi Rippo Inukai đăng trên Shonen Jump +, một trang đọc manga của Weekly Shōnen Jump, kể từ 9 tháng 8 cùng năm, đồng thời manga thứ nhất cũng được đăng tại đây.